# Goniostemma
Goniostemma är ett släkte av oleanderväxter. Goniostemma ingår i familjen oleanderväxter.
Kladogram enligt Catalogue of Life:
| Goniostemma | \| \| Goniostemma acuminata \| \| \| \| \| \| Goniostemma punctatum \| \| \| \| |
|             | \| \| Goniostemma acuminata \| \| \| \| \| \| Goniostemma punctatum \| \| \| \| |
|             | Goniostemma acuminata                                                           |
|             |                                                                                 |
|             | Goniostemma punctatum                                                           |
|             |                                                                                 |